# Milan (Nowy Jork)
Milan – miasto w Stanach Zjednoczonych, w stanie Nowy Jork, w hrabstwie Dutchess.